# Olcea
Olcea è un comune della Romania di 2 786 abitanti, ubicato nel distretto di Bihor, nella regione storica della Transilvania.
Il comune è formato dall'unione di 4 villaggi: Călacea, Hodișel, Olcea, Ucuriș.